# Миндигулово
Миндигулово (баш. Мәндәғол) — деревня в Бурзянском районе Башкортостана России, входит в состав Киекбаевского сельсовета.

## Население
| 2002 | 2009 | 2010 |
| ---- | ---- | ---- |
| 86   | ↗112 | ↘85  |

Национальный состав
Согласно переписи 2002 года, преобладающая национальность — башкиры (100 %).

## Географическое положение
Находится на берегу реки Белой.
Расстояние до:
- районного центра (Старосубхангулово): 8 км,
- ближайшей железнодорожной станции (Белорецк): 158 км.

## Религия
В деревне есть мечеть.

## Известные уроженцы
- Ахтямов, Исмагил Хамитович (15 января 1937 — 3 июня 2008) — металлург, лауреат Государственной премии СССР (1977), заслуженный металлург БАССР (1981).